# Iaremtche
Iaremtche (en ukrainien et en russe : Яремче ; en polonais : Jaremcze ou Jaremcza) est une ville et une station thermale de l'oblast d'Ivano-Frankivsk, en Ukraine. Sa population s'élevait à 8 004 habitants en 2021.

## Géographie
Iaremtche est située dans les Carpates, à 525 m d'altitude, dans la vallée de la rivière Prout. Elle se trouve à 51 km au sud d'Ivano-Frankivsk et à 483 km au sud-est de Kiev.

## Histoire
Iaremtche est fondée à la fin du XVIIIe siècle. Elle est surnommée « la perle des Carpates », en raison de son cadre unique de forêts et de montagnes pittoresque. Dès 1865, elle est reliée au réseau de chemins de fer.

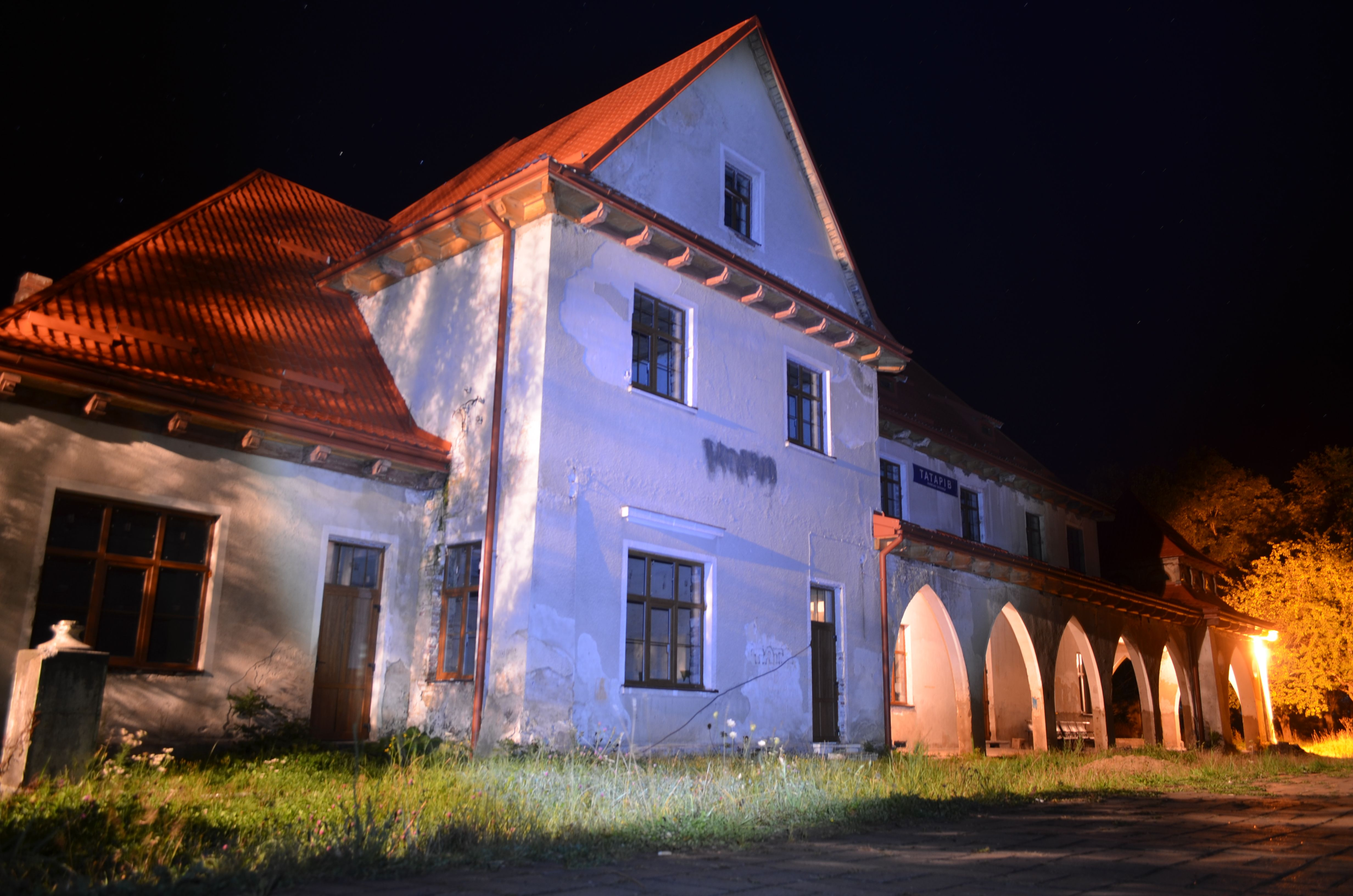
Gare de Tatariv.

Durant la période entre 1918 et 1939, elle appartient à la Pologne. C'est alors un des centres touristiques de l'est de la chaîne des Carpates les plus fréquentés (plus de 6 000 visiteurs à la fin des années 1920). Iaremtche est connue comme station thermale pour les malades de la tuberculose. Toutefois, en septembre 1939, elle est occupée par l'Armée rouge, puis annexée par l'Union soviétique. 
Pendant la Seconde Guerre mondiale, Iaremtche est occupée par l'Allemagne nazie du 30 juin 1941 au 26 juillet 1944. Au cours de l'été 1943, une formation de partisans commandée par Sydir Kovpak mène d'épuisants combats contre les forces allemandes à proximité de Iaremtche. Après l'occupation allemande, elle redevient soviétique et est rattachée à la république socialiste soviétique d'Ukraine. Depuis 1991, elle appartient à l'Ukraine indépendante.
Après des années de régime communiste, on trouve à Iaremtche peu d'édifices intéressants, sinon des hôtels de style soviétique. Il existe cependant plusieurs maisons à longs toits en pente, une église orthodoxe en bois et un impressionnant viaduc ferroviaire, qui franchit la vallée du Prout. Iaremtche est aujourd'hui un lieu de villégiature populaire, entouré de forêts de pins. Il propose des randonnées en été et le ski en hiver. Au sud de la ville se trouvent la falaise et les grottes de Dovbouch, où un héros local, Oleksa Dovbouch (1700-1741) avait trouvé refuge. À la tête d'une troupe de hors-la-loi, il volait les riches et redistribuait ensuite l'argent aux pauvres. Ce héros ukrainien est célébré dans un poème d'Ivan Franko.
Le 14 décembre 2006, la ville de Yaremtcha est officiellement rebaptisée « Yaremtche » par le Parlement de l'Ukraine. La décision était fondée sur les résultats du référendum organisé dans la ville, ainsi que sur les recommandations du conseil municipal et du conseil de l'oblast d'Ivano-Frankivsk.

## Population
Recensements (*) ou estimations de la population :
| 1939  | 1959* | 1970* | 1979* | 1989* | 2001* | 2011  | 2012  |
| ----- | ----- | ----- | ----- | ----- | ----- | ----- | ----- |
| 4 600 | 4 461 | 7 430 | 8 394 | 8 385 | 7 850 | 8 047 | 8 065 |

| 2013  | 2014  | 2015  | 2016  | 2017  | 2018  | 2019  | 2021  |
| ----- | ----- | ----- | ----- | ----- | ----- | ----- | ----- |
| 8 124 | 8 201 | 8 237 | 8 208 | 8 198 | 8 137 | 8 094 | 8 004 |

## Lieux d'intérêt

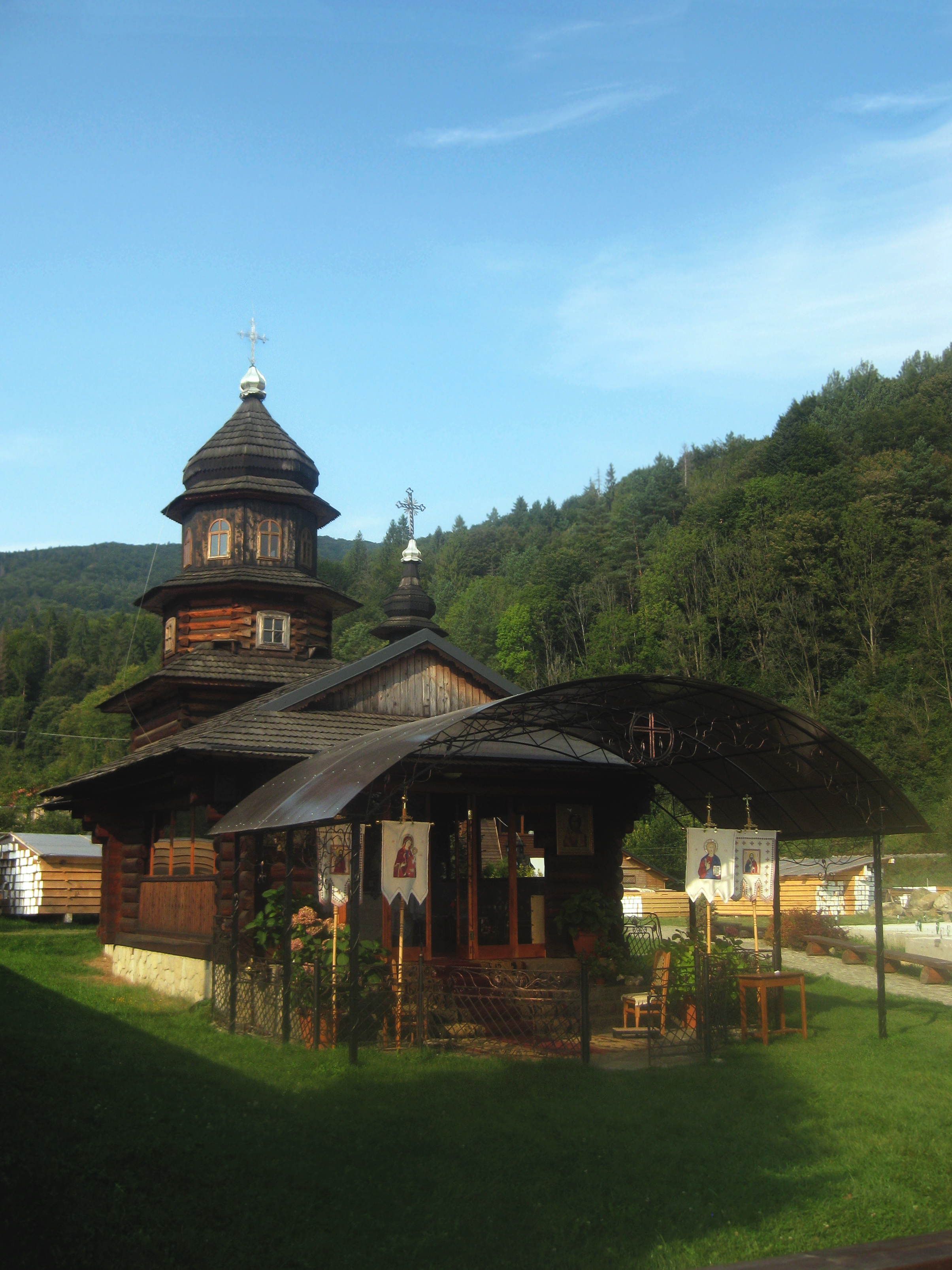
Église du prophète Elijah, classée[4],
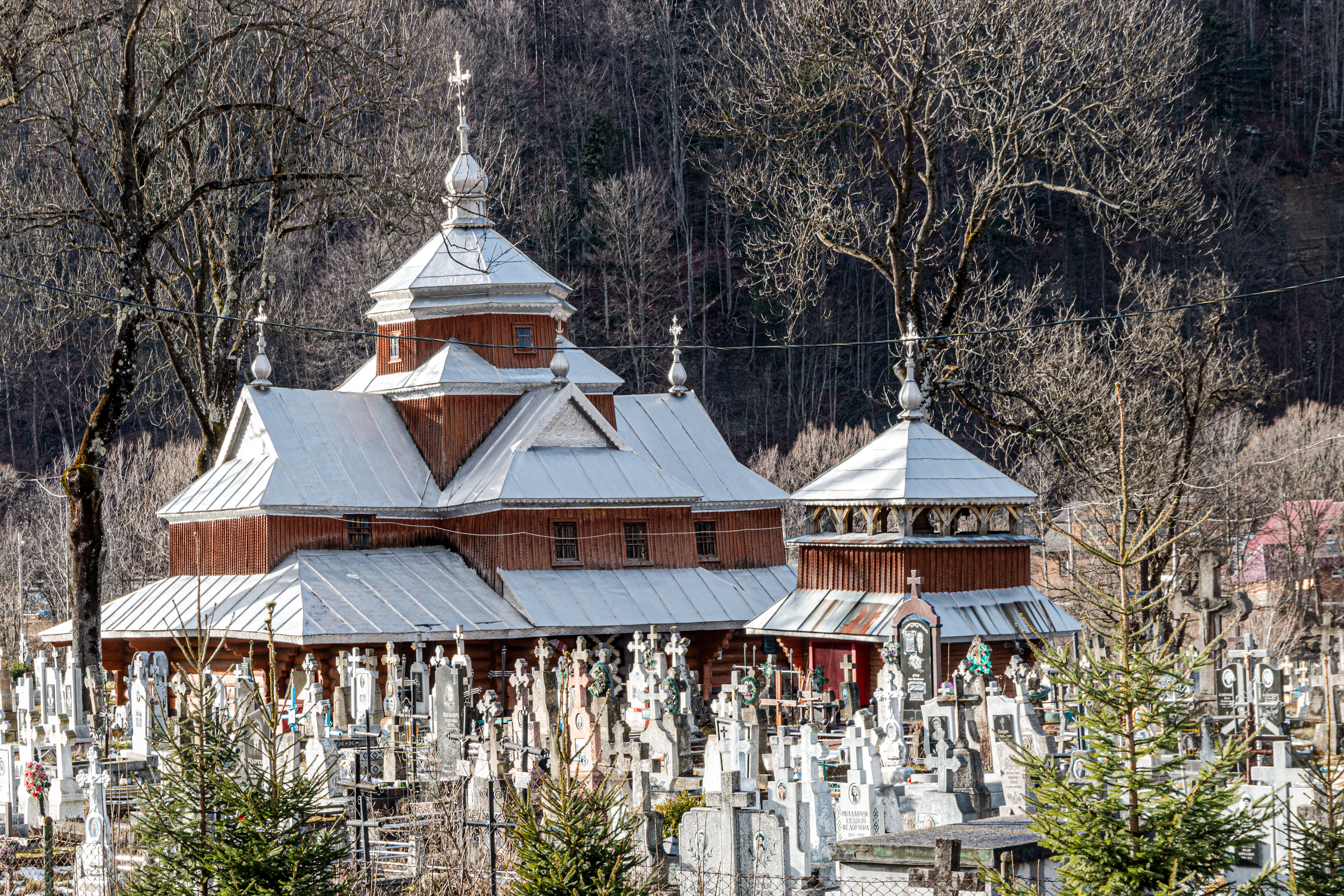
église saint-Jean, classée[5],
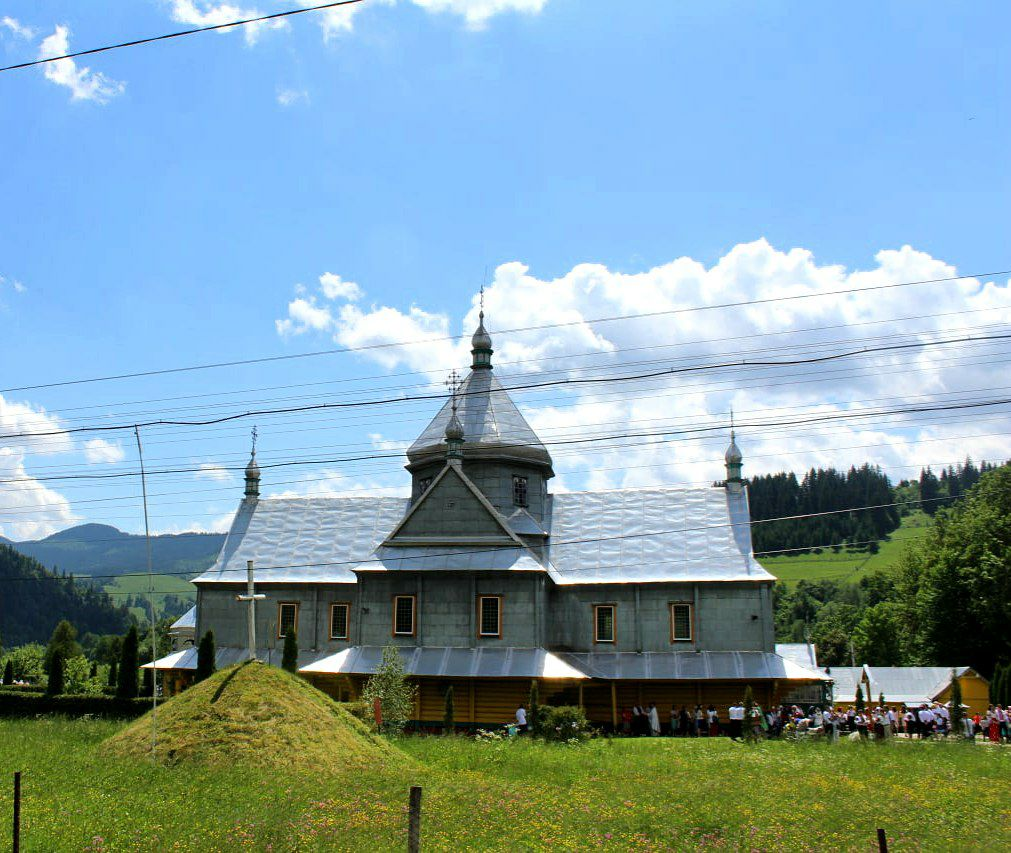
église st-Michel, classée[6],
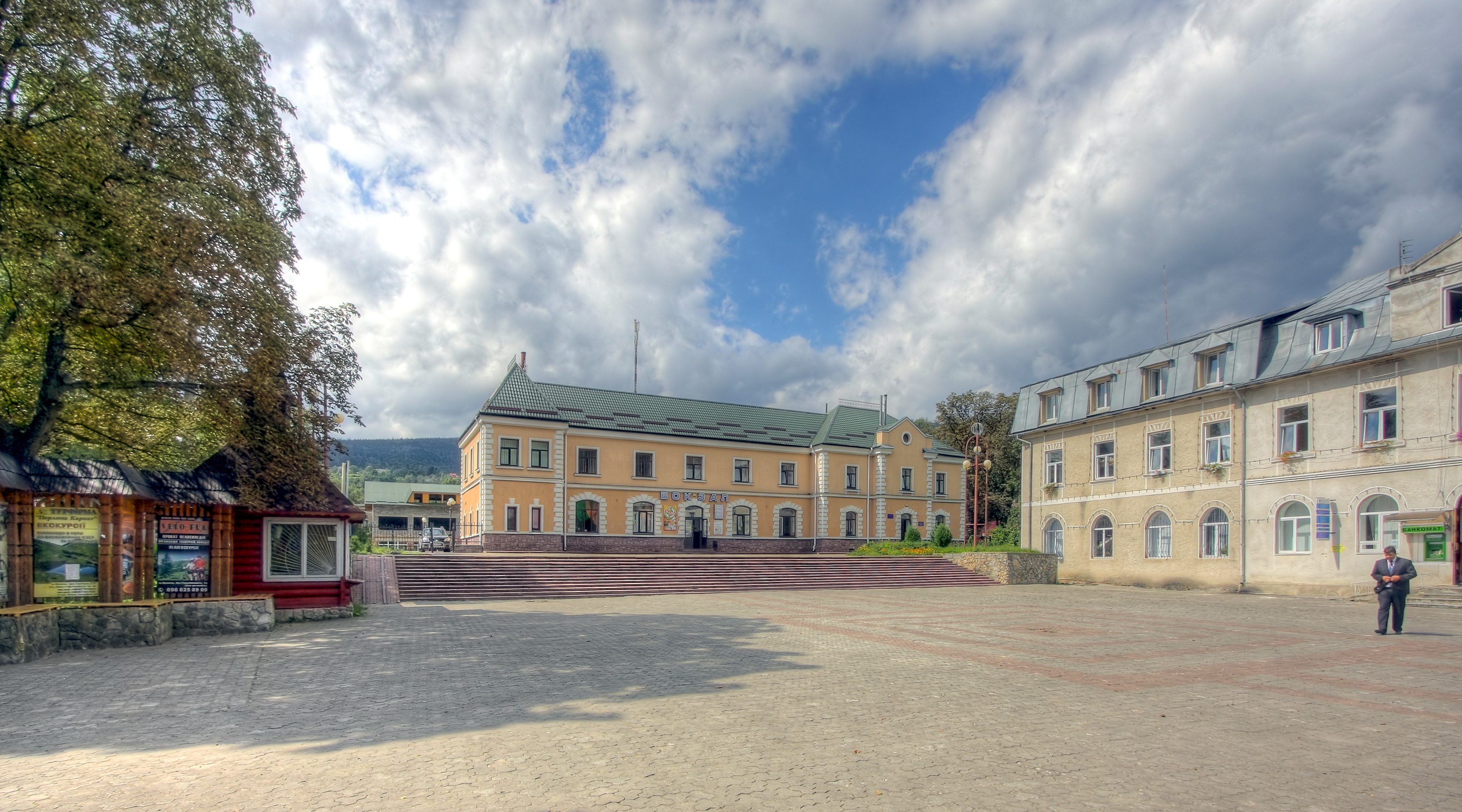
la gare de Iaremtche,
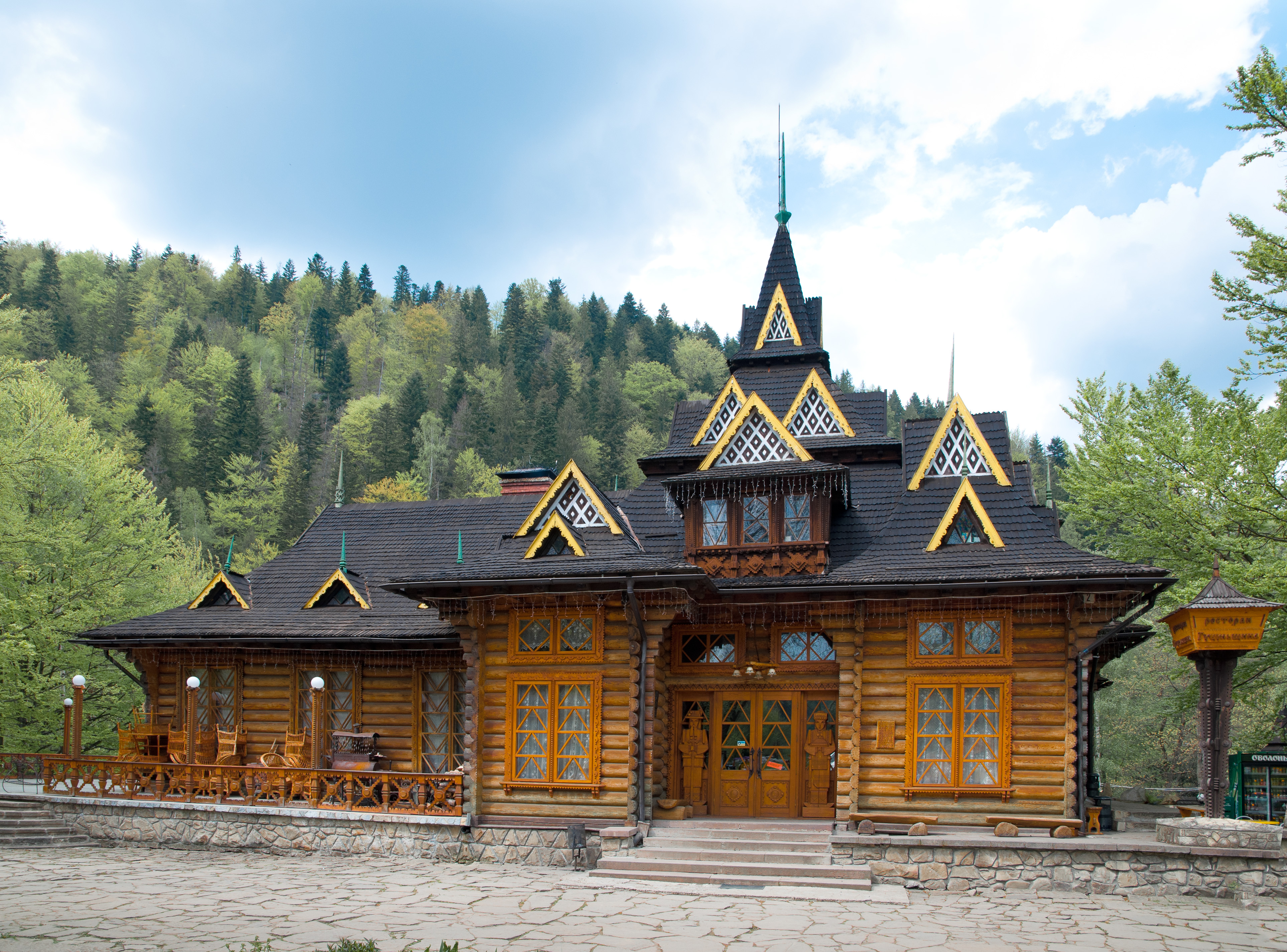
le restaurant Houtsoules, classée[7],
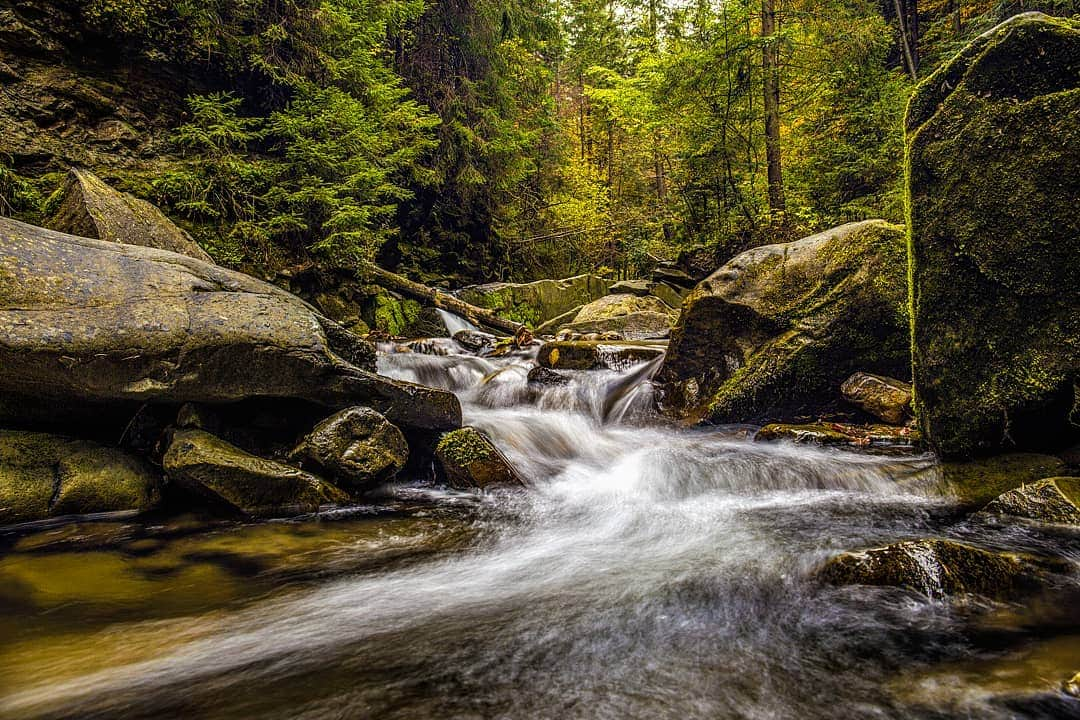
les chutes d'eau Divotchi Slozy,
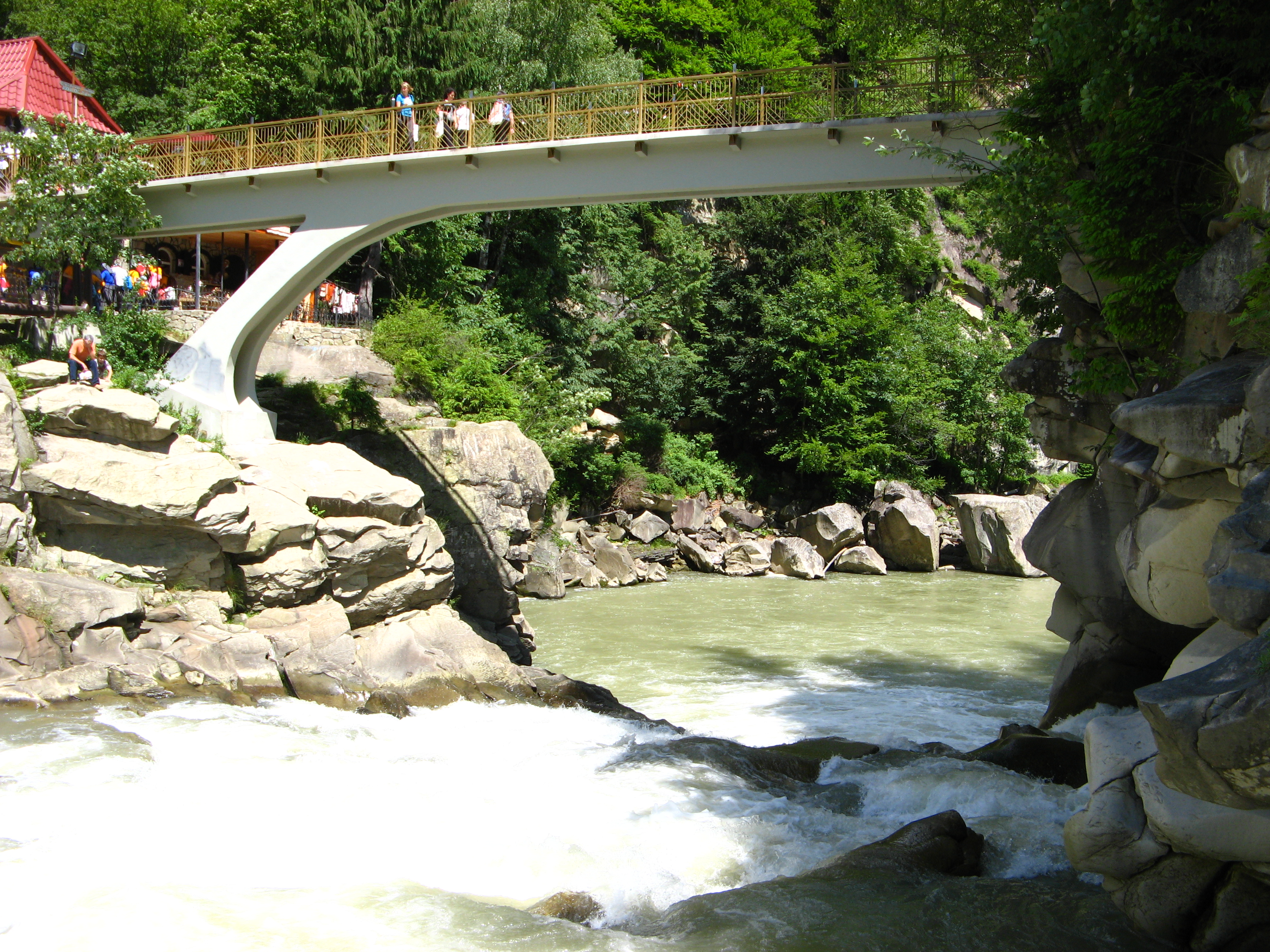
et Probi, classées[8],
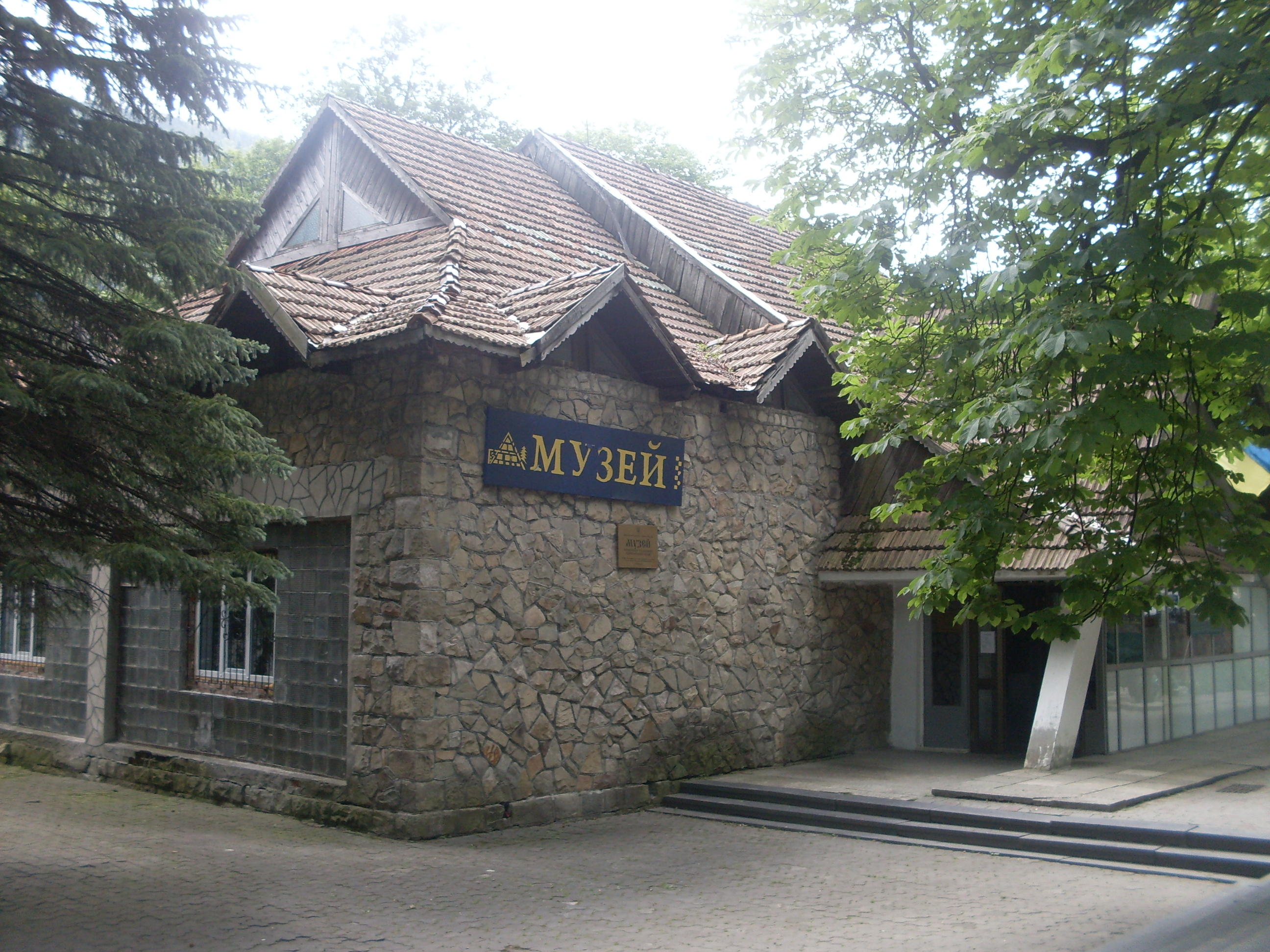
musée local.